# Montvendre
Montvendre település Franciaországban, Drôme megyében. Lakosainak száma 1283 fő (2022. január 1.). Montvendre Barcelonne, La Baume-Cornillane, Beaumont-lès-Valence, Chabeuil, Combovin, Malissard és Montmeyran községekkel határos.

## Népesség
A település népességének változása:
| Lakosok száma | 629  | 634  | 743  | 992  | 1085 | 1140 | 1185 | 1200 | 1227 | 1283 |
|               | 1968 | 1982 | 1990 | 2006 | 2013 | 2015 | 2017 | 2019 | 2020 | 2022 |